# داغي
الداغي هو جنس من القوارض في فصيلة الداغيات موطنها أمريكا الجنوبية، ولا سيما في جبال الأنديز التشيلية. العضو الأكثر شهرة هو common degus والذي يُحتفَظ به حيوانًا أليفًا في بلدان مختلفة. نوعان من أنواع الجنس الأربعة ليليان. طولها نحو ١٨ سم، وأذنابها ١٠ سم. رؤسها صغيرة القد مقاضمها مقطومة. أثوابها إلى الصهبة السمراء يعلوها مواج، أطراف أذنابها سود. قوتها الأعشاب والجذور والحبوب.